# Степняк
Степня́к (каз. Степняк) — місто, центр району Біржан-сала Акмолинської області Казахстану. Адміністративний центр Степняцької міської адміністрації.
Населення — 4212 осіб (2021; 4268 у 2009, 5068 у 1999, 7149 у 1989).
Місто розташоване за 120 км на схід від Кокшетау, за 45 км від залізничної станції Макінськ. Переробка сільськогосподарської продукції. Видобуток золота.
Місто засновано 1934 року як селище при золотій копальні, статус міста — з 1937 року.